# Архиерейский дворец (Могилёв)
Архиерейский дворец (бел. Архірэйскі палац) — памятник архитектуры позднего барокко в Могилёве. Возведён в 1772—1785 гг. для православного архиепископа Могилёвского, Мстиславского и Оршанского Георгия (Конисского) архитектором И.К. Глаубицем. Входит в Государственный список историко-культурных ценностей Республики Беларусь.

## История
Архиерейский дворец входил в ансамбль могилёвского Спасского монастыря, вместе с которым и зданием духовной семинарии составлял единый градостроительный комплекс. Построен в 1772—1785 годах в глубине квартала на высоком берегу Днепра по проекту виленского архитектора И.К. Глаубица по заказу архиепископа Г. Конисского. Являлся резиденцией последнего в 1785—1795 гг., с 1797 г. — А. Братановского. В 1918 г. здание занимала Могилёвская губернская чрезвычайная комиссия. В советский период оно использовалось как жилой дом. В настоящее время здание дворца принадлежит Могилёвской епархии Белорусской православной церкви.

## Архитектура
Дворец представляет собой каменное трёхэтажное здание, прямоугольное в плане с симметричными двухэтажными ризалитами по сторонам, накрыт высокой ломаной крышей. Главный и дворовый фасады имеют криволинейные переходы к ризалитам. Стены отделаны с глубоким горизонтальным рустом и рустованными пилястрами на углах, прямоугольными оконными проёмами с наличниками, филёнчатыми нишами, тонкопрофилированными карнизами. Третий этаж аттиковый в центральной части. Главный вход выделяется арочным порталом с козырьком на металлических колонках.
Центральное место в интерьере дворца занимал вестибюль с трёхмаршевой лестницей. На первом этаже находился парадный зал для приемов и служебные комнаты, на втором — личные покои архиепископа: спальня, кабинет, библиотека, на третьем — хозяйственные помещения. В XX веке внутренняя планировка была изменена.

### Ограждение
После 1853 г. на территории архиерейского двора на главной оси дворца как главный въезд построены каменные ворота. Ворота представляют собой два массивных пилона, украшенных двумя колонками дорического ордера и завершённых фронтонами, накрыты двухскатной крышей. Присоединённые к ним полукругом столбы соединены металлической оградой.